# Клеопатра Алхимистка
Клеопатра Алхимик (III/IV век н. э.) — египетский алхимик, автор многочисленных изысканий на эту тему. Точные даты жизни неизвестны, вела свою деятельность в Александрии.
«Клеопатра» — это псевдоним, настоящее имя исследовательницы затерялось в веках. Данная исследовательница не является королевой Египта Клеопатрой VII, однако в более поздних алхимических трудах могут встречаться отсылки к её изысканиям именно такого вида: «Клеопатра, царица Египта». Один из подобных примеров можно найти в труде Basillica Philosophica (1618 год) Иоганна Даниэля Милиуса, где её печать изображена рядом с девизом: «Божественное скрыто от людей, в соответствии с мудростью Господа». Клеопатра также используется в качестве символа в алхимических текстах.
Клеопатра Алхимик является одной из основательниц алхимии как науки, предтечей Зосимы из Панополиса. Михаэль Майер называет её в числе четырёх женщин, которые умели добывать философский камень (также это было под силу Марии Еврейке, Медере и Тафнутии). С большим уважением говорится о Клеопатре в арабской энциклопедии Китаб аль-фихрист (988 год). Самый известный из дошедших до нас текстов Клеопатры — Chrysopoeia (Тетрасомата). В данном труде содержится много символов, которые впоследствии были разработаны использованы в таких философских течениях, как гностицизм и герметизм. Например, такими символами являются: райский змей как символ Знания; Уроборос; звезда с восемью лентами. В данном тексте, созданном Клеопатрой, также содержатся чертежи алхимических печей и описания технического процесса перегонки элементов. Клеопатра Алхимик иногда упоминается как изобретатель перегонного куба.